# Sommet de la zone euro
Le sommet de la zone euro désigne la réunion des chefs d'État ou chefs de gouvernement des vingt membres États membres de la zone euro, sous la tutelle du président du sommet de la zone euro. Il ne doit pas être confondu avec le Conseil européen qui est la rencontre des chefs d’État ou de gouvernement des vingt-sept États membres de l'Union européenne.

## Origine
Le sommet de la zone euro est une ramification de l'Eurogroupe (la réunion des ministres des Finances de la zone euro). Le président français Nicolas Sarkozy demanda que les sommets de la zone euro remplace l'Eurogroupe en tant que « gouvernement économique clairement identifié » pour la zone euro en ajoutant qu'il ne serait pas possible pour la zone euro de perdurer sans cela. Le gouvernement économique de la zone euro discuterait des problèmes avec la Banque centrale européenne, qui resterait, pour sa part, indépendante. Sarkozy déclara que « seuls les chefs d’État et de gouvernement avaient la légitimité démocratique nécessaire » pour ce rôle. L'idée des sommets de la zone euro est basé sur la rencontre des chefs d’État et de gouvernement des États membres de la zone euro en 2008 qui s'était réunis pour s'accorder sur une réponse coordonnée de la zone euro à la crise bancaire.
Ils se sont réunis pour la première fois sous forme de sommet en octobre 2008 en réponse à la crise de la dette. Des rencontres ultérieures eurent lieu en mai 2010, juin 2011 et octobre 2011. En octobre 2011, la décision fut prise de formaliser le sommet de la zone euro, qui doit se réunir au moins deux fois par an, via une nouvelle modification du traité. Un président du sommet de la zone euro, différent du président de l'Eurogroupe, serait élu en même temps que le président du Conseil européen et par la même méthode. Ce rôle fut confié à Herman Van Rompuy jusqu'à ce que l'élection ait lieu,. Il fut finalement reconduit dans ces fonctions le 1er mars 2012.

### Base juridique
La base juridique des Sommets de la zone euro est l'article 12 du traité sur la stabilité, la coordination et la gouvernance au sein de l'Union économique et monétaire, signé à Bruxelles le 2 mars 2012, qui dispose à l'alinéa 1 que « les chefs d’État ou de gouvernement des parties prenantes dont la monnaie est l'euro se réunissent de manière informelle lors de sommets de la zone euro auxquels participent également le président de la commission européenne ».
Le 2e alinéa précise que les sommets de la zone euro sont organisés lorsque cela est nécessaire et au moins deux fois par an.

## Membres

### Président
Le premier président des sommets de la zone euro a été nommé le 1er mars 2012. Auparavant, la fonction avait été exercée par le président du Conseil européen. Cependant, en dépit de leur dissociation, les deux postes sont restés occupés par la même personne, Herman Van Rompuy.
Le 30 août 2014, lors du sommet du Conseil européen de Bruxelles, Donald Tusk a été désigné pour devenir le deuxième président de cette instance. Il a pris ses fonctions le 1er décembre 2014, et est devenu en même temps le deuxième président du sommet de la zone euro. L'accès à ce poste du ressortissant d'un pays, la Pologne, qui ne fait pas partie de la zone euro a posé un problème. Finalement, la fonction a été considérée comme non représentative, ce qui a permis cette nomination[réf. incomplète]. La désignation d'un président polonais a pu être vue comme une forme d'apaisement des inquiétudes des États non-membres de la zone mais tenus d'y entrer dans les prochaines années, et comme un gage d'amélioration de la coordination entre États membres et non-membres. Cependant cette extériorité du président a aussi été citée, s'ajoutant au cumul de la fonction avec la présidence du Conseil, en tant que facteur aggravant du manque de visibilité institutionnelle de la zone,.

### Chefs d’États et de gouvernement
| Représentant          | Photo | États membres | Prise de fonction | Parti européen                                                   |
| --------------------- | ----- | ------------- | ----------------- | ---------------------------------------------------------------- |
| Friedrich Merz        |       | Allemagne     | 6 mai 2025        | Parti populaire européen                                         |
| Christian Stocker     |       | Autriche      | 3 mars 2025       | Parti populaire européen                                         |
| Bart De Wever         |       | Belgique      | 3 février 2025    | Alliance libre européenne                                        |
| Níkos Christodoulídis |       | Chypre        | 28 février 2023   | Aucun                                                            |
| Andrej Plenković      |       | Croatie       | 19 octobre 2016   | Parti populaire européen                                         |
| Pedro Sánchez         |       | Espagne       | 2 juin 2018       | Parti socialiste européen                                        |
| Kristen Michal        |       | Estonie       | 23 juillet 2024   | Parti de l'Alliance des libéraux et des démocrates pour l'Europe |
| Petteri Orpo          |       | Finlande      | 20 juin 2023      | Parti populaire européen                                         |
| Emmanuel Macron       |       | France        | 14 mai 2017       | Aucun                                                            |
| Kyriákos Mitsotákis   |       | Grèce         | 8 juillet 2019    | Parti populaire européen                                         |
| Micheál Martin        |       | Irlande       | 23 janvier 2025   | Parti de l'Alliance des libéraux et des démocrates pour l'Europe |
| Giorgia Meloni        |       | Italie        | 22 octobre 2022   | Parti des conservateurs et réformistes européens                 |
| Evika Siliņa          |       | Lettonie      | 15 septembre 2023 | Parti populaire européen                                         |
| Gitanas Nausėda       |       | Lituanie      | 12 juillet 2019   | Indépendant                                                      |
| Luc Frieden           |       | Luxembourg    | 17 novembre 2023  | Parti populaire européen                                         |
| Robert Abela          |       | Malte         | 13 janvier 2020   | Parti socialiste européen                                        |
| Dick Schoof           |       | Pays-Bas      | 2 juillet 2024    | Aucun                                                            |
| Luís Montenegro       |       | Portugal      | 2 avril 2024      | Parti populaire européen                                         |
| Robert Fico           |       | Slovaquie     | 25 octobre 2023   | Parti socialiste européen                                        |
| Robert Golob          |       | Slovénie      | 1er juin 2022     | Aucun                                                            |

### Observateurs
Les présidents d'autres institutions de l'Union européenne, tel que le président de la Commission européenne et le président de la Banque centrale européenne participe aussi aux sommets, mais cependant, il ne votent pas lors des prises de décisions. Le président de l'Eurogroupe et le président du Parlement européen peuvent aussi être invité. Le président du sommet de la zone euro remet, après chaque réunion, un rapport au Parlement européen. Les chefs d’État et de gouvernement des États hors-zone euro signataire du pacte budgétaire européen doivent participer, au moins une fois par an, aux discussions, découlant du pacte, qui s'appliquent à eux. Dans certains sommets, d'autres dirigeants peuvent participer, tel que le Premier ministre britannique qui a participé au sommet de 2008.

## Sources
- (en) Cet article est partiellement ou en totalité issu de l’article de Wikipédia en anglais intitulé « Euro summit » (voir la liste des auteurs).

## Compléments